# Delegado presidencial regional de Atacama
El delegado presidencial de la región de Atacama o simplemente delegado presidencial regional de Atacama es la autoridad designada por el presidente de la República para ejercer como su representante natural e inmediato en el territorio.

## Antecedentes
El antecesor directo del cargo del delegado presidencial regional de Atacama es la figura del intendente regional. Una reforma constitucional del año 2017 dispuso la elección popular del órgano ejecutivo del gobierno regional, creando el cargo de gobernador regional y estableciendo una delegación presidencial regional, a cargo de un delegado presidencial regional, el cual representa al poder ejecutivo y supervisa las regiones en conjunto a los delegados presidenciales provinciales. Tras las primeras elecciones regionales en 2021, y desde que asumieron sus funciones los gobernadores regionales y delegados presidenciales regionales, el 14 de julio de 2021, el cargo de intendente desapareció.
Con la nueva ley de descentralización, las gobernaciones de las capitales regionales se extinguen junto con las intendencias, generando una fusión en sus equipos de trabajo, pasando a conformar la Delegación Presidencial Regional, a cargo del Delegado presidencial regional. Por lo cual no existe una Delegación presidencial provincial de Copiapó.

## Delegados presidenciales regionales de Atacama
| N°. | Delegado(a) | Delegado(a)                 | Partido | Partido | Inicio                  | Final                   | Presidente(a) | Presidente(a)              |
| --- | ----------- | --------------------------- | ------- | ------- | ----------------------- | ----------------------- | ------------- | -------------------------- |
| 1.º |             | Patricio Urquieta García    |         | RN      | 14 de julio de 2021     | 11 de marzo de 2022     |               | Sebastián Piñera Echenique |
| 2.º |             | Gerardo Tapia Tapia         |         | PR      | 11 de marzo de 2022     | 20 de octubre de 2022   |               | Gabriel Boric Font         |
| -   |             | Jorge Fernández Herrera (s) |         | PCCh    | 20 de octubre de 2022   | 31 de diciembre de 2022 |               | Gabriel Boric Font         |
| 3.º |             | Cristhian Fuentes Varas     |         | PR      | 31 de diciembre de 2022 | 2 de diciembre de 2023  |               | Gabriel Boric Font         |
| 4.º |             | Luis Pino Palacios          |         | PR      | 2 de diciembre de 2023  | 9 de agosto de 2024     |               | Gabriel Boric Font         |
| 5.º |             | Rodrigo Illanes Naranjo     |         | FA      | 9 de agosto de 2024     | En el cargo             |               | Gabriel Boric Font         |